# 成田橋
成田橋（なりたばし）とは、千葉県成田市にある橋である。国道51号の根木名川に架かる橋。

## 概要
- 架設年次 - 1979年（昭和54年）
- 橋梁形式 - 鋼単弦ローゼ橋
- L=98.5m W=25.05m（4車線）
- 道路幅 - 総幅員25m 片側2車線
- 歩道幅 - 両側2.5m
- 所在地 - 千葉県成田市東町～東和田

- 鋼単弦ローゼ橋という当時としては世界で4番目（1953年西ドイツの歩道橋（62m）、1969年オーストラリアの高速道路（133.5m））、日本としては1976年の大阪府堺市の臨海道路にある泉大津大橋（172.5m）に次いで2番目で、珍しい工法で建設されており、巨大なアーチが道路の真ん中に一本あるだけで、車道からの展望に優れ、周囲の景観を損ねないという点で採用された。また、つり材への車の衝突の危険性も少ないという利点がある。

## 歴史
成田空港開港に合わせた緊急整備の一環（成田拡張空港関連区間）として、千葉国道工事事務所によって計画、着工された。当時、橋架区間は1日2万台の交通量があり、空港の開港とあいまって交通量が増大傾向にあった。
根木名川は架線幅10m弱の小河川であったが、国道51号と交差する所では、幅は37m有り、道路中心線との交差角は35度と橋りょう計画上非常に不利な条件であった。
このため、河川内に橋脚を設置して二径間とする案と、橋脚を設けないで単径間とする案が検討され、経済性、河川管理上から、単径橋が採用された。
- 1979年（昭和54年）6月 着工。
- 1980年（昭和55年）6月 一部開通。
- 1981年（昭和56年）2月 全面開通した。
- 1981年（昭和56年）6月 全建賞を受賞する。
- 2008年（平成20年）1月 中央分離帯部分にある13本のアーチ鉛直部材（鋼製）の内1箇所について亀裂が確認される。[1]
- 2008年（平成20年）5月 1月～3月にかけて更なる調査をした結果、前回調査で亀裂が見つかった1本を除く12本のアーチ鉛直部材のうち、3本の鉛直部材でそれぞれ新たな亀裂が確認される。調査の結果、溶接時による溶接割れによる亀裂と断定された。[2]